# 慈眼寺 (足立区江北)
慈眼寺（じげんじ）は、東京都足立区にある真言宗豊山派の寺院。

## 歴史
1320年（元応2年）、興源僧都によって開山された。
これまでに何度か火災に遭っており、宝暦年間（1751年 - 1764年）の火災では寺宝や古文書をことごとく失い、次第に寺運衰微していったという。明治初期には無住（住職不在）の時期もあった。
その後は歴代住職の努力により、次第に復興していった。
境内には、阿弥陀三尊種子の板碑があり、足立区の有形文化財に指定されている。

## 交通アクセス
東京都交通局日暮里・舎人ライナー江北駅より徒歩11分。